# 鈴木たか
鈴木 たか（すずき たか、1883年（明治16年）7月4日 - 1971年（昭和46年）9月23日）は、日本の第42代内閣総理大臣である鈴木貫太郎の妻（内閣総理大臣夫人）。北海道札幌市出身。

## 経歴
1883年（明治16年）7月4日、足立元太郎の長女として北海道札幌市で誕生。父の元太郎は札幌農学校2期生（札幌バンド）のキリスト教徒であり、たか自身もクリスチャン（クエーカー派）であった。
東京女子高等師範学校（現在のお茶の水女子大学）を卒業後、母校の幼稚園で保母となった。のちに菊池大麓東京帝国大学教授の推薦により、1905年（明治38年）から1915年（大正4年）までの間、皇孫御用掛として幼少時の迪宮（昭和天皇）、淳宮（秩父宮）、光宮（高松宮）の教育係となった。
皇孫御用掛の役目を終えた同年に、後の内閣総理大臣となる鈴木貫太郎と結婚。貫太郎にはトヨという前妻がいたが、1912年（大正元年）に死別している。貫太郎は1929年（昭和4年）から1936年（昭和11年）まで侍従長も務めたため、夫妻で昭和天皇に仕えたことになった。たかは、その後も何度も宮城に招かれ、昭和天皇に謁見している。
1936年（昭和11年）2月26日、二・二六事件の際、貫太郎が襲撃されたことは、たかが医者の手配を頼むために宮中に電話をしたことから侍従から天皇へ伝った。（詳細は「鈴木貫太郎#二・二六事件」を参照）
昭和天皇は、侍従長、総理時代の鈴木貫太郎に「たかは、どうしておる」「たかのことは、母のように思っている」と話しかけている。
1971年（昭和46年）9月23日死去、88歳没。

## 登場する作品

### 小説
- 『雪つもりし朝 二・二六の人々』（2017年） - 作 植松三十里、KADOKAWA、ISBN 9784041052129[6]

### 映画
- 『226』（1989年） - 演：八千草薫
- 『日本のいちばん長い日』（2015年） - 演：西山知佐

### マンガ
- 『昭和天皇物語』（2017年 から小学館『ビッグコミックオリジナル』連載、作画 能條純一：原作 半藤一利「昭和史」、脚本：永福一成、監修：志波秀宇）